# Самут Пракан
Самут Пракан (тај. สมุทรปราการ) је главни град истоимене провинције у централном региону Тајланда. Самут Пракан представља југоисточно предграђе Бангкока. Налази се на источној обали реке Чао Праја. 
Године 2005. град је имао 460.141 становника.